# Астра (дирижабль)
«Астра» (з 1920 — «Червона зірка») — російський та радянський військовий дирижабль

## Історія
Дирижабль був побудований у 1913 році в Франції і носив назву «Astra-XII». Незабаром дирижабль придбала Росія.
Під час Першої світової війни дирижабль «Астра» перебував на озброєнні 3-й повітроплавної роти в Ліді. Зробив 6 бойових вильотів, з них 3 нічних. Єдиний російський дирижабль, що зробив вдалий бойовий виліт.
У 1915 році після ушкодження він майже не експлуатувався.
Восени 1920 року в селі Салізі (поблизу Петербурга) дирижабль був знову зібраний та перейменований в «Червону зірку».
Взимку 1921 року, під час чергового польоту, дирижабль розбився.

## Конструкція
Дирижабль належить до типу «Астра-Торрес» («англ. Astra-Torres»). У 1911 році компанія «Astra» придбала патент іспанського винахідника Леонардо Торреса-де-Куеведо (ісп. Leonardo Torres Quevedo) на конструкцію дирижабля м'якого типу. Торрес розробив трьохарочну конструкцію м'якого дирижабля з трьома поздовжніми склепіннями і внутрішніми тросовими стяжками. Оболонка аеростата за рахунок цього набуває особливої міцності при меншому тиску, а у виробництві можливо застосовувати більш дешевий матеріал обшивки. Дирижаблі такого типу позначалися AT («Астра-Торрес»).